# Taruguito
Taruguito es una serie de historietas de Darío Rafael Gordillo, la más popular de su autor.

## Trayectoria
Taruguito apareció inicialmente en la primera época de la revista "Chicos" (1948).
En 1972, Gordillo la retomó para "Trinca", retitulándola como Zongo. Cuatro años después, la editorial Doncel publicó un álbum recopilatorio de la serie como número 31 de su colección Separatas Trinca.

## Estilo y valoración
Para el crítico Jesús Cuadrado, Taruguito es «una obra plena de ritmo abierto y de impronta».